# Rue Sainte-Léonie
Pour les articles homonymes, voir Léonie.
La rue Sainte-Léonie est une voie du 14e arrondissement de Paris, en France.

## Situation et accès
La rue Sainte-Léonie est une voie située dans le 14e arrondissement de Paris. Elle débute au 24, rue Pernety et se termine au 9, place de la Garenne.

## Origine du nom

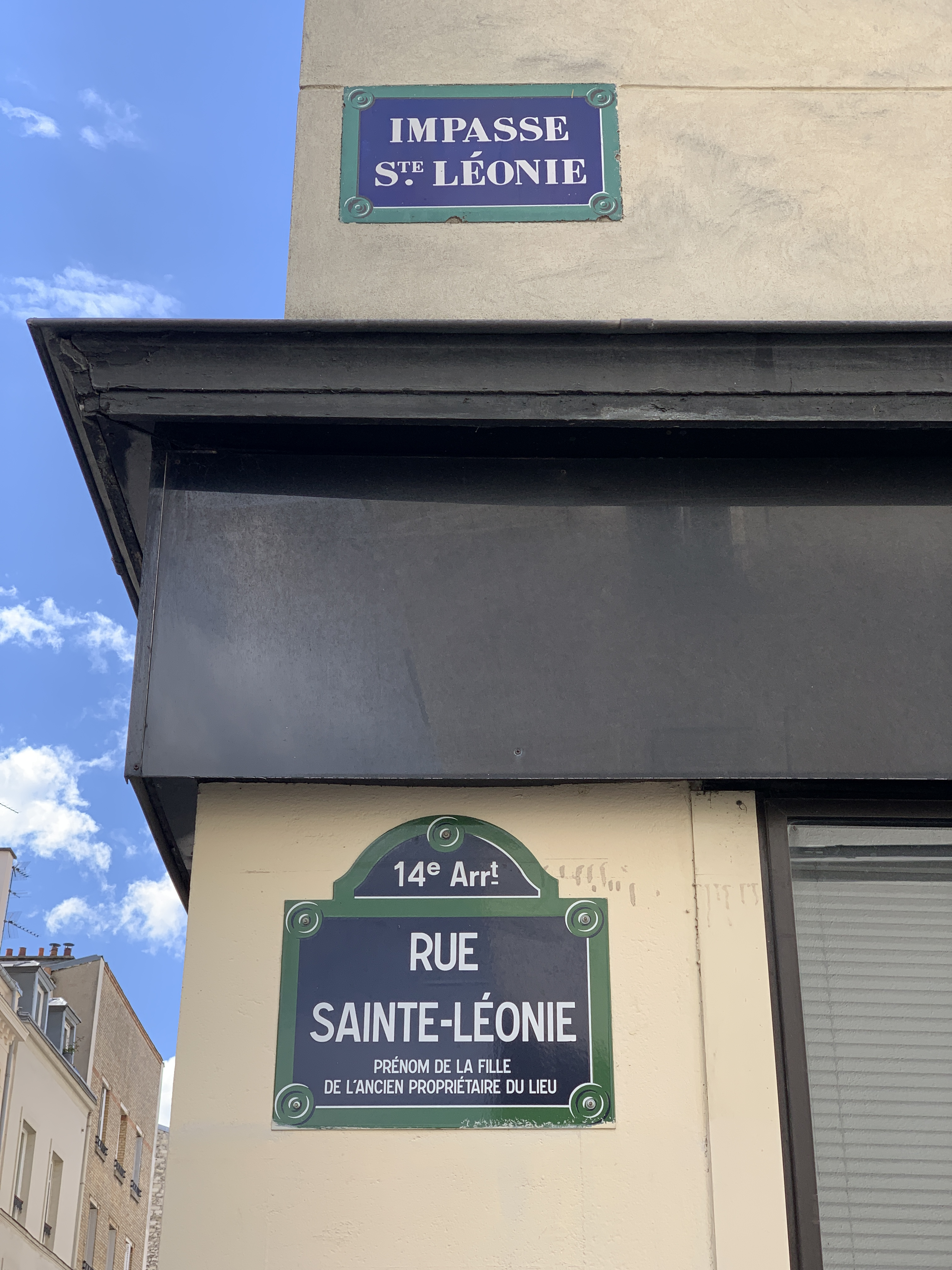
Plaque de la rue avec l'ancienne dénomination (impasse Sainte-Léonie).

Elle porte le prénom de l'une des filles du propriétaire, M. Couesnon. 

## Historique
La voie a pris sa dénomination par arrêté municipal du 28 août 1997.
La rue est à l'emplacement d'une partie du domaine de l'ancien château du Maine loti à la fin des années 1850 par son propriétaire en association avec le promoteur Alexandre Chauvelot.
Elle était l'impasse Sainte-Léonie (comme également indiqué sur une plaque) qui butait sur un ancien dépôt de tramways établi vers 1900 sur le vestige de l'ancien domaine de ce château et abandonné en 1938. Elle devient une rue dans le prolongement de la rue du Moulin-des-Lapins tracée lors de l'aménagement de la ZAC Didot dans les années 1990 sur le terrain de l'ancien dépôt qui appartenait à la RATP.